# Unió Falepili
La Unió Falepili (en anglès Falepili Union) és l'aprofundiment de la relació bilateral entre Austràlia i Tuvalu creant-ne un partenariat  renovat, més avançat, integrat i ampli. Pren el nom de la paraula tuvaliana falepili que fa referència als valors tradicionals de bon veïnatge, cura i respecte mutu.
És un tractat signat pel Primer ministre de Tuvalu Kausea Natano i el Primer ministre d'Austràlia Anthony Albanese, presentat públicament el 10 de novembre de 2023, en el marc del Fòrum de les Illes del Pacífic.
Recollint el que en el seu moment van explicar els signataris, els mitjans es van fer ressò dels elements essencials del tractat i el seu desenvolupament, que, d'alguna manera, es concentren en unes mesures relacionades amb el greu impacte del canvi climàtic a Tuvalu —conjunt d'illes que no supera els cinc metres d'altura sobre el nivell del mar i podria desaparèixer en unes dècades a causa de la crescuda del nivell de les aigües marines del planeta—, i altres que tenen a veure amb la seguretat vinculada a la seva situació geoestratègica.
Entre les qüestions relacionades amb el canvi climàtic destaca l'oferta de refugi als ciutadans de Tuvalu de manera que puguin viure, treballar i estudiar a Austràlia, si bé amb un límit de 280 visats per any, xifra que representava, d'entrada, un 2,5% de la població total d'11.200 habitants, i amb la justificació, per a aquesta limitació, que es volia evitar la "fuga de cervells". L'altra mesura d'aquest àmbit és el compromís d'invertir 9,5 milions d'euros per consolidar trams costaners de Tuvalu i recuperar part del terreny ja engolit per l'oceà, en concret recuperant un 6% de la costa de Funafuti, la capital del país. Això formaria part dels 209 milions d’euros que, al mateix temps, Austràlia va anunciar que destinaria a la regió del Pacífic per a infraestructures d’adaptació climàtica.
En l'àmbit de la seguretat, per una banda l'acord estableix que les parts s'han de consultar abans de signar qualsevol associació de seguretat amb altres països, cosa que de fet dona a Austràlia el poder de vetar que Tuvalu ho faci amb una altra nació, si bé es compromet a brindar-li ajuda en cas de desastres, pandèmies i agressions militars. Aquesta obligació de suport en cas d'agressió militar va ser generalment interpretada, tot i no esmentar-se de manera explícita per part dels signataris, com una mostra de protecció en front de l'expansió xinesa en el Pacífic, amb el precedent l'any anterior de la signatura, per part de les illes Salomó, d'un acord de seguretat amb la Xina que permetia a Pequín desplegar l'exèrcit en el seu territori. En aquest sentit, també es va esmentar sovint el fet que Tuvalu fos un dels pocs estats del món que reconeixia Taiwan com a nació sobirana.